# 8A-PDHQ
8A-PDHQ（全称：8a-苯基十氢喹啉）是一种含氮有机化合物，分子式C15H21N，可作为NMDA受体拮抗剂，1950年代由Parke-Davis开发。